# Ärkepräst
Ärkepräst är en kyrklig titel som betecknar en biskops ställföreträdare vid en biskopskyrka.
Titeln ärkepräst, vars inflytande var större under medeltiden, finns fortfarande inom den Östortodoxa och Romersk-katolska kyrkan.

## Ärkepräster vid Roms fyra patriarkalbasilikor
- San Giovanni in Laterano – Baldassare Reina (sedan 2024)
- Santa Maria Maggiore – Rolandas Makrickas (sedan 2025)
- San Paolo fuori le Mura – James Michael Harvey (sedan 2012)
- San Pietro in Vaticano – Mauro Gambetti (sedan 2021)